# Cornelis Petrus Tiele

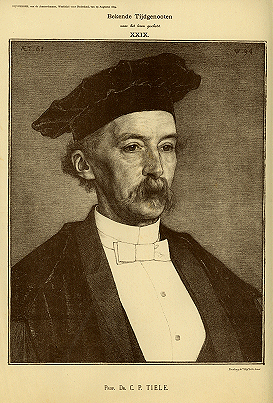
C.P. Tiele

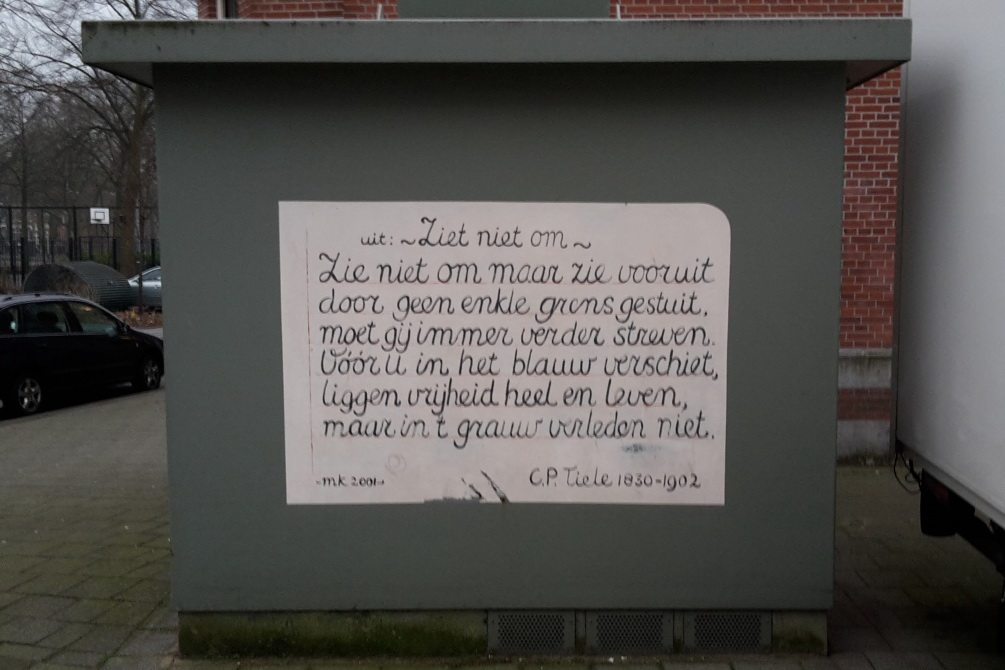
Eerste deel van het gedicht 'Ziet niet om' van C.P. Tiele op een electriciteitshuisje in de C.P. Tielestraat in Rotterdam.

Cornelis Petrus Tiele (Leiden, 16 december 1830 - aldaar, 11 januari 1902) was een Nederlands theoloog. Zijn onderwijs genoot hij in Amsterdam, eerst aan het Athenaeum Illustre, daarna studeerde hij aan het seminarie van de Remonstrantse Broederschap.
Tiele, liberaal in geloofszaken, werd in 1853 predikant in Moordrecht en in 1856 in Rotterdam. Toen het Remonstrants Seminarium in 1873 van Amsterdam naar de Rijksuniversiteit Leiden verhuisde, werd Tiele hoogleraar. Als een van de invloedrijkste theologen werd hij in 1877 benoemd tot hoogleraar in de godsdienstgeschiedenis, een leerstoel die speciaal voor hem was ingesteld.
Samen met onder meer Abraham Kuenen en Jan Hendrik Scholten stichtte hij de moderne richting van de zogenaamde Hollandse School. Vanaf 1867 was Tiele een van de redacteuren van het Theologisch Tijdschrift, samen met Kuenen, A.D. Loman en L.W.E. Rauwenhoff.
In 1901 ging Tiele met emeritaat. In januari 1902 overleed hij. Hij ligt begraven op de Leidse begraafplaats Groenesteeg.
Tiele stond bekend om zijn geestdrift, werklust én zijn enorme kennis van klassieke talen, volkeren en religies. 
Hij nam deel aan verschillende internationale Orientalistencongressen en het grote  
jubileumfeest van de Universiteit van Bologna in 1888.
Uit de nalatenschap stichtte zijn weduwe A. Tiele-Ruychaver in 1902 een fonds, de Tiele-Stichting, voor de acquisitie van boeken over antieke oosterse godsdiensten. In de Universiteitsbibliotheek Leiden werd "Tiele's kamer" ingericht met de bibliotheek, archieven en het meubilair van Tieles studeerkamer. In 1964 werden de collecties geïntegreerd met de UB-collecties; het fonds financiert nog steeds de acquisitie van boeken.
De bibliothecaris P.A. Tiele was zijn jongere broer.

## Lidmaatschappen en eerbewijzen
Tijdens zijn leven ontving Tiele eredoctoraten van de Rijksuniversiteit Leiden (1872), de Universiteit van Dublin, de Universiteit van Bologna en de Universiteit van Edinburgh. In 1896-1898 gaf hij een reeks lezingen in de prestigieuze cyclus Gifford-lezingen in Edinburgh. 
In 1882 werd hij benoemd tot lid van de Koninklijke Nederlandse Akademie van Wetenschappen, afd. Letterkunde. 
In Rotterdam is een straat naar hem vernoemd. 
- Bibsys: 1077552
- Bibliothèque nationale de France: cb125203116 (data)
- Biografisch Portaal: 90169178
- Digitale Bibliotheek voor de Nederlandse Letteren: tiel001
- Gemeinsame Normdatei: 11737802X
- International Standard Name Identifier: 0000 0001 1031 6517
- Library of Congress Control Number: n79078155
- Nationale Bibliotheek van Letland: 000014800
- Bibliotheek van het Japanse parlement: 00526773
- Nationale Bibliotheek van Tsjechië: uk2006277996
- Nationale Bibliotheek van Israël: 987007297234105171
- Nederlandse Thesaurus van Auteursnamen: 068964897
- Système universitaire de documentation: 059732474
- Trove: 1471620
- Virtual International Authority File: 99553547
- WorldCat: E39PBJpDRwTQrxbJXDdQmyCWjC